# Bogdanka (dopływ Cieśnicy)
Bogdanka – niewielki strumień w północno-zachodniej Polsce, w województwie zachodniopomorskim. Płynie na terenie Szczecina. Ma długość ok. 3,5 km.
Źródło Bogdanki znajduje się na zachód od ulicy Plażowej w zachodniej części osiedla Skolwin.
Strumień wypływa z terenu położonego na zachód od początkowego odcinka ulicy Saperskiej, a na zachód od ulicy Plażowej. Bogdanka w górnym biegu płynie w kierunku północnym. Jej koryto stanowi granicę pomiędzy Skolwinem, a  Skokami. Na wysokości ulicy Stolarskiej przyjmuje z lewego brzegu bezimienny ciek. Po przepłynięciu pod linią kolejową Szczecin-Police i ulicą Stołczyńską zmienia bieg na południowy tworząc zakole. Dolny bieg od przystani Narwal do ujścia do Cieśnicy jest sztucznie poszerzonym i pogłębionym kanałem umożliwiającym żeglugę jednostkom o niskiej wyporności, tj. jachtom.